# Ia Orana Maria
Ia Orana Maria (Ave Maria) è un dipinto del pittore francese Paul Gauguin, realizzato nel 1891 e conservato al Metropolitan Museum of Art di New York.

## Descrizione

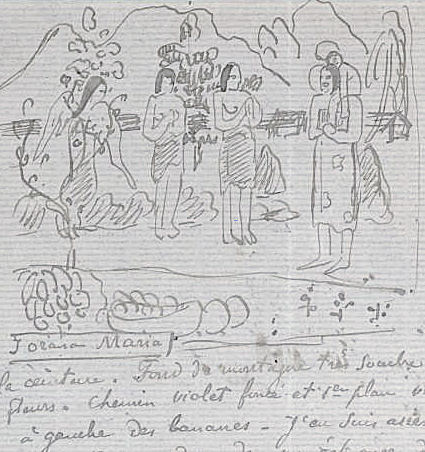
Paul Gauguin, Schizzo per Ia Orana Maria (1892); inchiostro su carta, 21,2×14,3 cm, Parigi

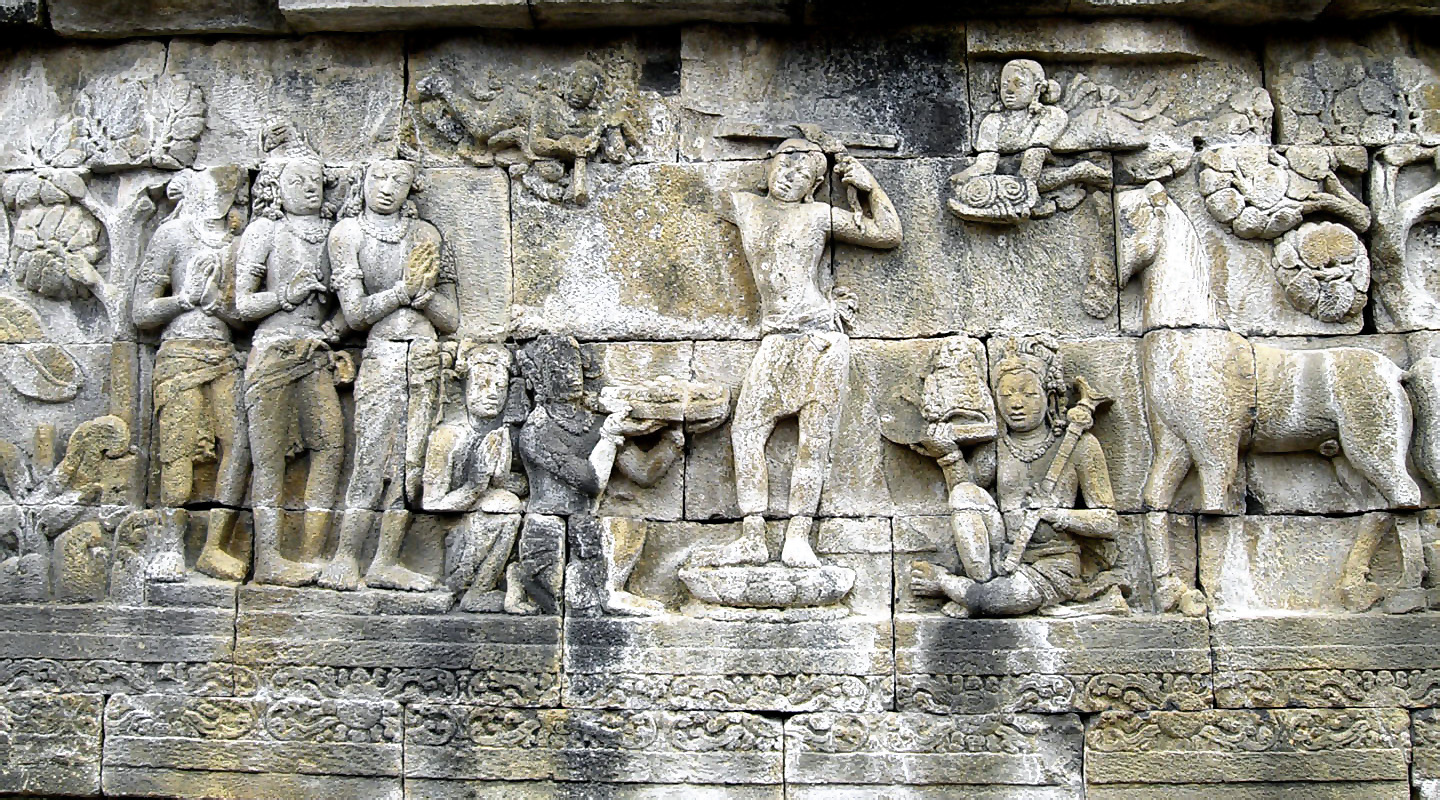
Per le due figure giunte a salutare Maria, Gauguin si è ispirato a questo antico bassorilievo del tempio giavanese di Borobudur.

Per soddisfare la sua implacabile sete di stimoli pittorici e nuove esperienze Gauguin nel 1891 si recò a Tahiti, nella Polinesia francese: Ia Orana Maria è una delle prime opere appartenenti a questo importante capitolo dell'arte gauguiniana. È lo stesso Gauguin a descriverci i contenuti del dipinto:
(Paul Gauguin)
Nel distretto di Mataiea, a differenza degli altri villaggi dell'isola, non veniva ancora largamente professata la religione cristiana e perciò Gauguin fu perfettamente in grado di spogliare il tema della Madonna con il bambino della mitizzazione ufficiale promossa dalla Chiesa e di trasfigurarlo nella natura lussureggiante della Polinesia. Questa tela, dove troviamo raffigurati esattamente Gesù e Maria «tahitiani», intende dunque recuperare quella spiritualità della vita di tutti i giorni e trasfigurarla sotto il sole dei Tropici: sarà tuttavia l'ultima a sfondo cristiano realizzata dall'artista, che da quel momento in poi iniziò ad interessarsi maggiormente alle mitologie maori residue sull'isola.
In Ia Orana Maria, in ogni caso, Gauguin fonde armoniosamente la religione cristiana con gli stimoli visivi provenienti dalle terre del Sud. Ci troviamo in un contesto naturalistico lussureggiante e rigoglioso, degno di un «paradiso terrestre»: vi troviamo, infatti, un albero del pane, degli ibischi, dei candidi fiori di tiarè, noti per il loro profumo sublime, e infine una natura morta esotica con due caschi di banane, disinvoltamente poggiati su un piccolo altare legno su cui è laconicamente incisa la salutazione angelica: «Ia Orana» [Ave Maria]. È in questo modo che l'osservatore comprende di stare davanti a una trasposizione tahitiana del tema della Madonna con il bambino: partendo da sinistra, in effetti, scorgiamo un bellissimo angelo dall'incarnato scuro e dalle ali gialle e viola. Ha appena annunciato alle due tahitiane davanti a lui il mistero dell'Incarnazione: le due donne, infatti, si stanno avviando sul sentiero in atteggiamenti deferenti, con le mani giunte sul petto, in segno di saluto. In primo piano, infine, troviamo una donna (o, meglio, la Madonna) avvolta in uno sgargiante pareo rosso con il Gesù bambino sulle spalle: entrambe le figure sono aureolate, a testimonianza della loro sacralità.
Con Ia Orana Maria, insomma, Gauguin traspone un tema iconografico tradizionalmente cristiano in un contesto tahitiano, orchestrando un suggestivo sincretismo culturale e figurativo: era sua opinione, infatti, che la civiltà occidentale con la sua ideologia convulsamente contorta (si consulti, in tal senso, il paragrafo Paul Gauguin § Via dalla pazza folla: Gauguin e il primitivismo) avesse rovinato e contaminato un mondo puro come quello tahitiano. Questo bipolarismo, tuttavia, si traduce anche sul piano più strettamente volumetrico: Gauguin, infatti, non esita ad abolire il chiaroscuro, risolvendo il pareo della donna in soli termini coloristici, senza per questo rinunciare a conferire un vigoroso risalto plastico alla natura morta in primo piano. Nonostante la composizione sia poi gremita di elementi e figure, inoltre, Gauguin riesce a trasmettere all'osservatore un senso di calma e di quiete, enfatizzato dalla sapiente concatenazione di linee orizzontali (sentiero, orizzonte, braccia e spalle delle donne) e verticali (le figure e le alberature). Questa potente raffigurazione, che amalgama il forte senso decorativo dell'arte orientale con l'ancestrale solidità dell'arte occidentale, vibra anche di un potente cromatismo, frammentato in tinte sgargianti che si valorizzano scambievolmente. È in questo modo che Gauguin ottiene «un miscuglio inquietante e saporoso di splendore barbaro, di liturgia cattolica, di sogno indù, d’immaginazione gotica, di simbolismo oscuro e sottile», come ha mirabilmente osservato l'intellettuale francese Octave Mirbeau.